# Proacidalia jurassina
Proacidalia jurassina är en fjärilsart som beskrevs av Émile Louis Ragonot 1871. Proacidalia jurassina ingår i släktet Proacidalia och familjen praktfjärilar. Inga underarter finns listade i Catalogue of Life.